# Бал пожарных
Бал пожа́рных (фр. bal des pompiers) — традиционный народный фестиваль, проводимый пожарными Парижа и других городов Франции 13 или 14 июля, то есть накануне или непосредственно в день главного Национального праздника.

## Проведение праздника
Праздник традиционно проводится в Париже и других городах Иль-де-Франс, а также в Лионе, Ницце, Тулузе, Гренобле и других городах. 
Часы проведения бала,  программа, продолжительность могут сильно различаться в зависимости от города и пожарной части. В организации праздников могут принимать участие как только сами пожарные, так и местные артисты, а некоторые балы происходят даже с участием звёзд. Но это фестиваль, который подчёркивает соседство с главным национальным праздником и объединяет всех: пожарных и штатских, молодых и старых, буржуа и рабочих. В программе всегда танцы, а также могут быть выступления музыкантов, танцоров, клоунов для детей... и даже стриптиз в исполнении пожарных.
Вход иногда бесплатный (все желающие кидают деньги в традиционную «бочку»), но в некоторых местах за вход придётся заплатить — так, за право повеселиться с пожарными в Ницце в 2015 году взрослые должны были заплатить по 10,99 евро и по 5,99 евро за детей.

## История праздника
Существует несколько версий происхождения праздника. Согласно самой распространённой из них, французские пожарные издавна делали в своих казармах праздники для себя и для своих семей. В программе были игры, театральные постановки, силовые упражнения, музыкальные номера. В один из дней, 14 июля 1937 года некий сержант по фамилии Курне неожиданно решил открыть двери своей казармы на Монмартре и выплеснуть праздник на улицы города — с петардами, бенгальскими огнями и постановочным отъездом на тушение пожара. Это якобы так понравилось не только горожанам, но и коллегам из других пожарных частей, что с каждым годом всё больше пожарных участвовали в празднике, всё больше людей на него собирались.
Иную версию излагает Ролан Андре в книге История сапёров и пожарных : по его мнению, праздник существовал ещё в начале XX века. Первоначально пожарные не имели права на участие в танцах 14 июля — часть из них принимали участие в параде, остальные должны были находиться на дежурстве в пожарных частях. И тогда дежурные пожарные якобы стали приглашать девушек поучаствовать в танцах, которые они стали проводить прямо у порога своих казарм.
В любом случае, эта традиция насчитывает уже много десятилетий, прерывалась только на период Второй мировой войны 1939 — 1945 годов.